# Chambre avec vue (film)
Pour les articles homonymes, voir A Room with a View et Chambre avec vue.
Pour plus de détails, voir Fiche technique et Distribution.
Chambre avec vue (A Room With a View) est un film britannique réalisé par James Ivory et sorti en 1986. Il est adapté du roman d'Edward Morgan Forster Avec vue sur l'Arno. C'est la première des trois adaptations qu'Ivory fera de cet auteur, les suivantes étant  Maurice et  Howards End. 

## Synopsis
En 1907, la jeune Lucy Honeychurch (Helena Bonham Carter) fait un séjour à Florence, sous la houlette de Charlotte Bartlett (Maggie Smith), vieille cousine guindée et désargentée, missionnée par la mère de la jeune fille pour lui servir de chaperon pour ce voyage. 
Sitôt arrivées, les deux femmes sont vivement désappointées car, contrairement à ce qui avait été prévu, les deux chambres qu’on leur a affectées ne donnent pas sur la ville. Des clients de l’hôtel, M. Emerson (Denholm Elliott), et son fils George (Julian Sands), qui ont chacun une « chambre avec vue », leur proposent alors d’échanger leurs chambres. Rebutée par les manières un peu trop directes de M. Emerson, Charlotte Bartlett commence par refuser puis finit par se laisser convaincre par Lucy.
L’attirance mutuelle qui naît rapidement entre George et Lucy se cristallise à la faveur d'un évènement fortuit et tragique (le meurtre d'un jeune homme au cours d'une rixe en pleine rue) dont ils sont témoins et à l'issue duquel Lucy s'évanouit dans les bras de George.
Plus tard, lors d'une promenade dans les collines de  Florence, alors que les deux jeunes gens se retrouvent seuls inopinément, George embrasse soudain Lucy fougueusement. C'en est trop pour Charlotte qui, témoin involontaire et scandalisée de la scène, décide de précipiter le retour des deux femmes en Angleterre.
En Angleterre, un jeune homme de bonne famille, Cecil Vyse (Daniel Day-Lewis), snob et pompeux, la demande en mariage. Croyant qu'il l'aime et aussi pour faire « un beau mariage », Lucy accepte, ce qui navre le révérend Beebe (Simon Callow) qui a compris la nature passionnée de la jeune fille. 
Alors que Lucy se réjouit modérément de ce mariage, Cecil concourt fortuitement à la venue de George Emerson et de son père dans le voisinage, où ils s'installent dans une villa à louer. 
Lucy est troublée : comment ne pas comparer la vitalité et l'authenticité de George à la solennité morne de son fiancé ? 
Au cours d'une promenade, George l'enlace par surprise et l'embrasse à nouveau ardemment. Lucy nie le fait qu'elle l'aime et lui demande alors de partir. Cependant, le jour même, elle rompt ses fiançailles avec Cecil. Elle ment ainsi à tout le monde, et même à elle, en faisant croire qu'elle a rompu parce qu'elle n'aimait pas Cecil et qu'il ne l'aimait pas pour elle-même, sans vouloir s'avouer son amour pour George. Pour sortir de cette situation impossible, elle projette dans la précipitation un voyage en Grèce.
De leur côté, les Emerson s'apprêtent eux aussi à partir, la mort dans l'âme. Lorsqu'elle l'apprend, Lucy a alors une ultime entrevue avec M. Emerson qui, ne supportant pas de voir son fils souffrir, lui fait valoir la chance rare qui s'offre à elle de pouvoir vivre un amour vrai. 
Quelques mois plus tard, George et Lucy, mariés et comblés, retournent dans la pension florentine où ils se sont connus, cette fois tous deux et ensemble dans leur chambre avec vue sur l'Arno. Là, une mère et sa fille expriment leur déception de ne pas avoir une chambre donnant sur le fleuve...

## Fiche technique
- Titre original : A Room With a View
- Titre français : Chambre avec vue
- Réalisation : James Ivory
- Scénario : Ruth Prawer Jhabvala, d'après le roman d'Edward Morgan Forster Avec vue sur l'Arno
- Photographie : Tony Pierce-Roberts
- Montage : Humphrey Dixon
- Costumes: Jenny Beavan et John Bright
- Musique : Richard Robbins
- Production : Ismail Merchant
- Pays d'origine :  Royaume-Uni
- Genre : Drame romantique
- Format : Couleurs - Dolby stéréo
35 mm - 1,85:1
- Durée : 117 minutes
- Dates de sortie :
  - Royaume-Uni : décembre 1985 (première royale à Londres), 11 avril 1986 (sortie nationale)
  - France : 19 novembre 1986

## Distribution
- Helena Bonham Carter (VF : Sabine Haudepin) : Lucy Honeychurch, la cousine de Miss Charlotte Bartlett
- Julian Sands (VF : Pascal Greggory) : George Emerson
- Maggie Smith (VF : Martine Sarcey) : Charlotte Bartlett, le chaperon
- Daniel Day-Lewis (VF : Bernard Alane) : Cecil Vyse, le fiancé de Lucy Honeychurch
- Denholm Elliott (VF : William Sabatier) : Mr. Emerson, un touriste anglais, père de George
- Simon Callow (VF : Patrick Préjean) : Le révérend Beebe
- Patrick Godfrey (VF : Georges Riquier) : Le révérend  Eager, chapelain de l'église anglicane à Florence
- Judi Dench (VF : Nicole Favart) : Eleanor Lavish, écrivain
- Fabia Drake (VF : Nathalie Nerval) : Miss Catharine Alan
- Joan Henley (VF : Gisèle Préville) : Miss Teresa Alan
- Amanda Walker (en) : Une signora cockney
- Maria Britneva : Mrs Vyse, la mère de Cecil
- Rosemary Leach (VF : Sylvie Moreau) : Mrs Honeychurch, la mère de Lucy
- Rupert Graves : Freddy Honeychurch, le frère de Lucy
- Peter Cellier : Sir Harry Otway
- Mia Fothergill : Minnie Beebe
- Kitty Aldridge : New Lucy
- Brigid Erin Bates : Serveuse chez Windy Corner
- Isabella Celani : Persephone
- Luigi di Fiori : Le jeune italien assassiné
- Matyelok Gibbs : New Charlotte
- Mirio Guidelli : Le guide de Santa Croce
- Freddy Korner : Mr. Floyd
- Patty Lawrence : Mrs. Butterworth
- Elizabeth Marangoni : Miss Pole
- Peter Munt : Cocher
- Lucca Rossi : Phaeton
- Stefano Serboli : Le jeune italien bagarreur
- Phillida Sewell : Une dame à la réception de Sir Harry
- Margaret Ward : Une dame à la réception de Sir Harry
- Richard Robbins (non crédité) : Un invité à la réception de Sir Harry

## Autour du film
- Le film fut un grand succès populaire couronné de nombreux prix, Chambre avec vue confronte les sentiments à l’hypocrisie de la société édouardienne par le biais d'une adaptation du roman d’E.M. Forster.
- Le titre Chambre avec vue vient du fait que la jeune Lucy désire avoir une vue sur la ville depuis sa chambre à Florence. C'est ainsi qu'elle fait la rencontre de George dont le père avait proposé d'échanger leur chambre avec la sienne.
- Chambre avec vue marque la première collaboration entre les actrices Judi Dench et Maggie Smith, qui se poursuivra sur Un thé avec Mussolini en 1999 et Les Dames de Cornouailles en 2004.
- Pendant le générique, on entend l'aria « O mio babbino caro » de l'opéra Gianni Schicchi de Puccini, puis, dans la scène du premier baiser, l'aria « Chi il bel sogno di Doretta », extrait de La Rondine, du même compositeur, interprétés par Kiri Te Kanawa.

## Distinctions

### Récompenses
- Golden Globes 1987 : meilleure actrice dans un second rôle : Maggie Smith
- BAFA 1987 :
  - meilleur film : James Ivory
  - meilleure actrice : Maggie Smith
  - meilleure actrice dans un second rôle : Judi Dench
  - meilleurs costumes
  - meilleure direction artistique
- Oscars 1987 : 
  - meilleur scénario adapté
  - meilleurs décors
  - meilleure création de costumes
- Kansas City Film Critics Circle : 
  - meilleur acteur dans un second rôle : Denholm Elliott
  - meilleure actrice dans un second rôle : Maggie Smith
- Evening Standard British Film Awards : 
  - meilleur film : James Ivory
  - meilleure photographie
- London Film Critics Circle Awars : meilleur film : James Ivory
- National Board of Review
  - meilleur film
  - meilleur acteur dans un second rôle : Daniel Day-Lewis
- New York Film Awards Critics Circle
  - meilleure photographie (Tony Pierce-Roberts)
  - meilleur acteur dans un second rôle : Daniel Day-Lewis
- Writers Guild of America : meilleur scénario adapté

### Nominations
- Golden Globes 1987 :
  - meilleur réalisateur : James Ivory
  - meilleur film dramatique
- BAFTA 1987 :
  - meilleur acteur dans un second rôle : Simon Callow, Denholm Elliot
  - meilleure actrice dans un second rôle : Rosemary Leach
  - meilleure photographie
  - meilleur réalisateur : James Ivory
  - meilleur montage
  - meilleur scénario adapté
  - meilleur son
  - meilleure musique de film : Richard Robbins
- Oscars 1987 : 
  - meilleur film
  - meilleur réalisateur : James Ivory
  - meilleur acteur dans un second rôle : Denholm Elliott
  - meilleure actrice dans un second rôle : Maggie Smith
  - meilleure photographie